# 카를로 레알리

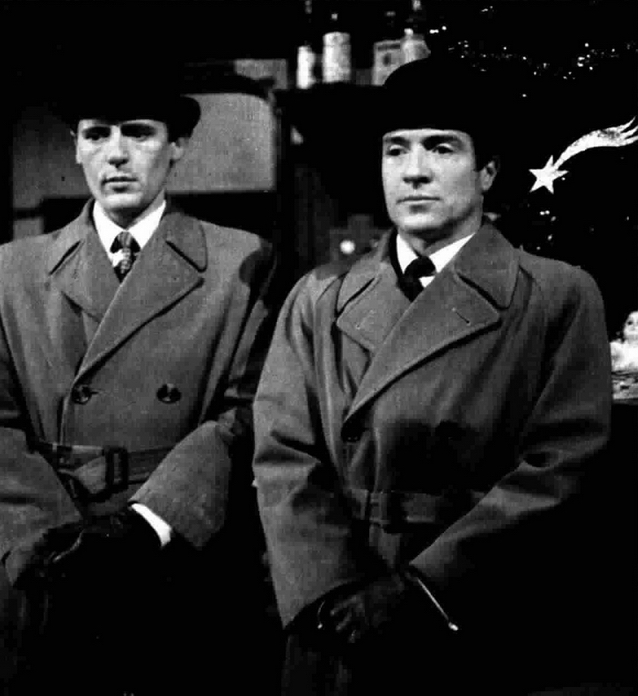

카를로 레알리(Carlo Reali, 1930년 12월 6일 ~ )는 이탈리아의 연극 배우, 영상 편집자, 영화배우, 텔레비전 배우이다.
파도바에서 태어났다.

## 영화
- 모넬라 (1998년)
- 와이 디드 유 픽 온 미? (1980년)
- 더 셰리프 앤 더 새틀라이트 키드 (1979년)
- 컴비 블로우 (1978년)
- 워 오브 더 플래닛 (1977년)
- 배틀 오브 더 스타 (1977년)
- Il mostro (1977)
- 미친 개들 (1974년)
- 리사와 악마 (1973년)
- 바론 블러드 (1972년)
- 블러드 베이 (1971년)
- 대해적 (1971년)